# 無双OROCHI Z
『無双OROCHI Z』（むそうオロチ ゼット）は、コーエーより発売のアクションゲーム。PlayStation 3版が2009年3月12日に、Windows版（7対応）が同年11月27日に発売された。
キャッチコピーは「最強のオロチ、ここにあり」。
PlayStation 2、Xbox 360等で先行して発売された『無双OROCHI』（以下、『OROCHI』）とその続編『無双OROCHI 魔王再臨』（以下、『魔王再臨』）の2作の内容を収録し、新キャラクターなどを追加している。それぞれの作品の記事も合わせて参照。

## 主なシステム・変更点
基本的なシステムは『魔王再臨』に準じており、『OROCHI』のステージでも援護攻撃、合体技などの『魔王再臨』独自の要素が反映されている反面、『OROCHI』独自の要素であったキャラクター専用アイテムは登場しない。画面レイアウトなども『魔王再臨』とほぼ同様であるため、本作は実質的に『魔王再臨』に『OROCHI』のストーリーと追加要素を加えたものである。以下、『魔王再臨』との相違点を中心に詳述する。
ストーリーモード
遠呂智ストーリー以外の第1章〜第8章と全外伝が『OROCHI』、第9章〜終章と遠呂智ストーリーが『魔王再臨』のストーリーという形になり、『OROCHI』の第8章をクリアするとその勢力の『魔王再臨』のストーリーがプレイ可能になる。これに伴い、『魔王再臨』のストーリーは難易度がやや上昇している。一方『OROCHI』のストーリーの難易度は原作よりもやや低い。『魔王再臨』の遠呂智ストーリーは第9章が全て揃うとプレイ可能になる。
キャラクターはたとえ『OROCHI』のストーリーで出現条件を満たしていても、『魔王再臨』のストーリーで使用するためには、『魔王再臨』で別途に指定された条件を満たす必要がある。クリア済のストーリーやフリーモードで使用するには、どちらかの出現条件を満たせばよい。
登場キャラクター
新規キャラクターとして「三蔵法師」と「弁慶」が追加（詳細は別項）。また、『魔王再臨』ではバーサスモードとサバイバルモードでしか使用できなかった百々目鬼と牛鬼が、ストーリーモードやドラマティックモードでも使用可能になり、プレイアブルキャラクターは総勢96人となった。
全キャラクター（元々コスチュームチェンジ自体できない真・遠呂智、百々目鬼、牛鬼を除く）にコスチュームが1つ追加され、計4種類になった。『真・三國無双シリーズ』のキャラクターは主に『真・三國無双5』のコスチューム（星彩、大喬など同作未登場のキャラクターは新規コスチューム）、『戦国無双シリーズ』のキャラクターは主に『戦国無双』（第1作）の第2コスチューム、あるいは『戦国無双2』の2Pカラーコスチュームとなっている。
今川義元は『OROCHI』で登場する際も『魔王再臨』のコスチューム(『戦国無双2 猛将伝』)で登場する。
ドラマティックモード
12シナリオが追加され、計40シナリオになった。既存のシナリオの一部はPSP版よりもさらに出現条件が緩和された。
一度クリアしたシナリオはプレイヤーキャラクターを選択できるようになった。
追加シナリオの中には、新規キャラクターにまつわりストーリーモードにも繋がりがあるものが2つずつある。
三蔵法師軍
魏・雑賀・浅井・朝倉軍に天水で加勢し、合流。探していた孫悟空とは天水と、後に捕まえるも逃げられた卑弥呼を追う蜀軍と連合した姉川でも再会したが、奪還し損ねた。姉川には龐統と前田利家軍と共に向かい、佐竹一族を吸収。
弁慶
源義経を探している。黄巾党に追われる妲己軍に合肥で合流し、武田・九州・公孫瓚・黄忠・徐晃・佐々木軍を撃退。魏軍に妲己らが捕まると、亡命する卑弥呼と共に伊達軍に合流し、曹魏・孫呉・蜀漢・司馬昭・西日本武士団軍から逃がしたが、孫呉軍に連れられて来た源義経に勘当されてしまう。
その他
- 一部の錬成素材の獲得場所が『OROCHI』のステージに移動。
- キャラクターの壁紙が1人当たり6枚から8枚に増加。